# هنري سميث أوغسطس
هنري سميث أوغسطس (بالإنجليزية: Henry Augustus Smyth )‏ (و. 1825 – 1906 م) هو عالم فلك، وعسكري من المملكة المتحدة . ولد في لندن .وكان عضواً في الجمعية الجغرافية الملكية .ويحمل رتبة عسكرية general .
توفي في ستون، عن عمر يناهز 81 عاماً.

## التعليم
تعلم في مدرسة بيدفورد ‏، والأكاديمية العسكرية الملكية

## الخدمة العسكرية
خدم في الجيش البريطاني.